# Deuxième circonscription de l'Eure
La deuxième circonscription de l'Eure est l'une des cinq circonscriptions législatives que compte le département français de l'Eure (27), situé en région Normandie.
Elle est représentée à l'Assemblée nationale, lors de la XVIe législature de la Cinquième République, par Katiana Levavasseur, députée du Rassemblement national.

## Description géographique et démographique

### De 1958 à 1986
Le département avait quatre circonscriptions. La deuxième circonscription était composée de :
- canton de Beaumesnil
- canton de Bernay
- canton de Beuzeville
- canton de Broglie
- canton de Cormeilles
- canton de Montfort-sur-Risle
- canton de Pont-Audemer
- canton de Quillebeuf-sur-Seine
- canton de Routot
- canton de Saint-Georges-du-Vièvre
- canton de Thiberville.

### Depuis 1988
La deuxième circonscription de l'Eure est délimitée par le découpage électoral de la loi no 86-1197 du 24 novembre 1986. Elle regroupe les divisions administratives suivantes :
- Canton de Breteuil (en partie, avec la première et troisième circonscription),
- Canton de Brionne,
- Canton de Conches-en-Ouche (en partie, avec la première circonscription),
- Canton d'Evreux-1 (en partie, avec la première circonscription) et 2 (en partie, avec la première circonscription),
- Canton du Neubourg (en partie, avec la quatrième circonscription).

Anciens cantons :
- Canton de Beaumont-le-Roger,
- Canton d'Évreux-Nord,
- Canton d'Évreux-Ouest,
- Canton de Rugles.

D'après le recensement général de la population en 1999, réalisé par l'Institut national de la statistique et des études économiques (INSEE), la population totale de cette circonscription est estimée à 97550 habitants,.

## Historique des députations
| Législature | Début de mandat | Fin de mandat  | Député               | Parti politique | Observations                                                                           |
| ----------- | --------------- | -------------- | -------------------- | --------------- | -------------------------------------------------------------------------------------- |
| IXe         | 23 juin 1988    | 1er avril 1993 | Alfred Recours       | PS              |                                                                                        |
| Xe          | 2 avril 1993    | 21 avril 1997  | Catherine Nicolas,   | RPR,            | Mandat écourté à la suite d'une dissolution parlementaire décidée par Jacques Chirac.  |
| XIe         | 12 juin 1997    | 18 juin 2002   | Alfred Recours       | PS              |                                                                                        |
| XIIe        | 19 juin 2002    | 19 juin 2007   | Jean-Pierre Nicolas, | UMP,            |                                                                                        |
| XIIIe       | 20 juin 2007    | 19 juin 2012   | Jean-Pierre Nicolas  | UMP             |                                                                                        |
| XIVe        | 20 juin 2012    | 20 juin 2017   | Jean-Louis Destans   | PS              |                                                                                        |
| XVe         | 21 juin 2017    | 21 juin 2022   | Fabien Gouttefarde   | REM             |                                                                                        |
| XVIe        | 22 juin 2022    | 9 juin 2024    | Katiana Levavasseur  | RN              | Mandat écourté à la suite d'une dissolution parlementaire décidée par Emmanuel Macron. |
| XVIIe       | 8 juillet 2024  | En cours       | Katiana Levavasseur  | RN              |                                                                                        |

## Historique des élections

### Élections de 1958
| Candidat       | Candidat       | Parti          | Premier tour | Premier tour | Second tour | Second tour |  |
| Candidat       | Candidat       | Parti          | Voix         | %            | Voix        | %           |  |
| -------------- | -------------- | -------------- | ------------ | ------------ | ----------- | ----------- |  |
|                | Jean Lainé élu | CNIP           | 14 647       | 41,75        | 16 153      | 46,8        |  |
|                | Pierre Desprez | Modérés        | 8 825        | 25,16        | 10 278      | 29,78       |  |
|                | Gustave Héon   | Radsoc         | 6 975        | 19,88        | 4 149       | 12,02       |  |
|                | Pierre Stiefel | PCF            | 4 633        | 13,21        | 3 933       | 11,4        |  |
|                |                |                |              |              |             |             |  |
| Inscrits       | Inscrits       | Inscrits       | 47 954       | 100,00       | 47 922      | 100,00      |  |
| Abstentions    | Abstentions    | Abstentions    | 11 484       | 23,95        | 12 716      | 26,53       |  |
| Votants        | Votants        | Votants        | 36 470       | 76,05        | 35 206      | 73,47       |  |
| Blancs et nuls | Blancs et nuls | Blancs et nuls | 1 390        | 3,81         | 693         | 1,97        |  |
| Exprimés       | Exprimés       | Exprimés       | 35 080       | 96,19        | 34 513      | 98,03       |  |

Le suppléant de Jean de Broglie était Maurice Hémery.

### Élections de 1962
| Candidat       | Candidat                 | Parti          | Premier tour | Premier tour | Second tour | Second tour |  |
| Candidat       | Candidat                 | Parti          | Voix         | %            | Voix        | %           |  |
| -------------- | ------------------------ | -------------- | ------------ | ------------ | ----------- | ----------- |  |
|                | Jean Lainé sortant réélu | RI             | 13 651       | 47,19        | 13 933      | 46,25       |  |
|                | Pierre Desprez           | UNR-UDT        | 7 891        | 27,28        | 10 571      | 35,09       |  |
|                | André Leconnétable       | PCF            | 4 415        | 15,26        | 5 619       | 18,65       |  |
|                | Philippe Richer          | PSU            | 2 973        | 10,28        | Retrait     | Retrait     |  |
|                |                          |                |              |              |             |             |  |
| Inscrits       | Inscrits                 | Inscrits       | 47 705       | 100,00       | 47 697      | 100,00      |  |
| Abstentions    | Abstentions              | Abstentions    | 16 978       | 35,59        | 16 359      | 34,3        |  |
| Votants        | Votants                  | Votants        | 30 727       | 64,41        | 31 338      | 65,7        |  |
| Blancs et nuls | Blancs et nuls           | Blancs et nuls | 1 797        | 5,85         | 1 215       | 3,88        |  |
| Exprimés       | Exprimés                 | Exprimés       | 28 930       | 94,15        | 30 123      | 96,12       |  |

Le suppléant de Jean Lainé était Claude Bernard, industriel, commerçant, conseiller général du canton de Saint-Georges-du-Vièvre. Claude Bernard est décédé en 1966.

### Élections de 1967
| Candidat       | Candidat                 | Parti                     | Premier tour | Premier tour | Second tour | Second tour |  |
| Candidat       | Candidat                 | Parti                     | Voix         | %            | Voix        | %           |  |
| -------------- | ------------------------ | ------------------------- | ------------ | ------------ | ----------- | ----------- |  |
|                | Jean Lainé sortant réélu | RI                        | 16 249       | 44,1         | 19 654      | 56,03       |  |
|                | Georges Beuvain          | FGDS (SFIO)               | 7 273        | 19,74        | 15 423      | 43,97       |  |
|                | Pierre Desprez           | Divers droite (Gaulliste) | 5 932        | 16,1         | Retrait     | Retrait     |  |
|                | André Leconnétable       | PCF                       | 5 533        | 15,02        | Retrait     | Retrait     |  |
|                | André Demarquay          | Modérés                   | 1 862        | 5,05         |             |             |  |
|                |                          |                           |              |              |             |             |  |
| Inscrits       | Inscrits                 | Inscrits                  | 47 930       | 100,00       | 47 924      | 100,00      |  |
| Abstentions    | Abstentions              | Abstentions               | 9 776        | 20,4         | 11 593      | 24,19       |  |
| Votants        | Votants                  | Votants                   | 38 154       | 79,6         | 36 331      | 75,81       |  |
| Blancs et nuls | Blancs et nuls           | Blancs et nuls            | 1 305        | 3,42         | 1 254       | 3,45        |  |
| Exprimés       | Exprimés                 | Exprimés                  | 36 849       | 96,58        | 35 077      | 96,55       |  |

Le suppléant de Jean Lainé était André Payelle, pharmacien, conseiller général du canton de Thiberville, maire de Thiberville.

### Élections de 1968
|                | Jean Lainé sortant réélu | RI (URP)       | 21 855 | 58,38  |  |  |  |
|                | Georges Beuvain          | FGDS (SFIO)    | 7 612  | 20,33  |  |  |  |
|                | André Leconnétable       | PCF            | 4 552  | 12,16  |  |  |  |
|                | Paul Bosc                | PSU            | 3 419  | 9,13   |  |  |  |
|                |                          |                |        |        |  |  |  |
| Inscrits       | Inscrits                 | Inscrits       | 47 749 | 100,00 |  |  |  |
| Abstentions    | Abstentions              | Abstentions    | 9 229  | 19,33  |  |  |  |
| Votants        | Votants                  | Votants        | 38 520 | 80,67  |  |  |  |
| Blancs et nuls | Blancs et nuls           | Blancs et nuls | 1 082  | 2,81   |  |  |  |
| Exprimés       | Exprimés                 | Exprimés       | 37 438 | 97,19  |  |  |  |

Le suppléant de Jean Lainé était André Payelle.

### Élections de 1973
| Candidat       | Candidat                 | Parti          | Premier tour | Premier tour | Second tour | Second tour |  |
| Candidat       | Candidat                 | Parti          | Voix         | %            | Voix        | %           |  |
| -------------- | ------------------------ | -------------- | ------------ | ------------ | ----------- | ----------- |  |
|                | François Couraye du Parc | CD (MR)        | 8 800        | 21,95        | 10 886      | 26,65       |  |
|                | Jean Beauvais            | UDR (URP)      | 8 416        | 21           | 14 799      | 36,23       |  |
|                | Guy de Milleville        | RI             | 7 726        | 19,27        | Retrait     | Retrait     |  |
|                | Claude Michel élu        | PS (UGSD)      | 7 436        | 18,55        | 15 160      | 37,12       |  |
|                | Denis Saint-Thaurin      | PCF            | 5 896        | 14,71        | Retrait     | Retrait     |  |
|                | Roger Cueiuille          | PSU            | 1 810        | 4,52         |             |             |  |
|                |                          |                |              |              |             |             |  |
| Inscrits       | Inscrits                 | Inscrits       | 50 344       | 100,00       | 50 343      | 100,00      |  |
| Abstentions    | Abstentions              | Abstentions    | 8 969        | 17,82        | 8 761       | 17,4        |  |
| Votants        | Votants                  | Votants        | 41 375       | 82,18        | 41 582      | 82,6        |  |
| Blancs et nuls | Blancs et nuls           | Blancs et nuls | 1 291        | 3,12         | 737         | 1,77        |  |
| Exprimés       | Exprimés                 | Exprimés       | 40 084       | 96,88        | 40 845      | 98,23       |  |

Le suppléant de Claude Michel était Rémi Lecasble, agriculteur, adjoint au maire d'Épaignes.

### Élections de 1978
| Candidat       | Candidat                    | Parti              | Premier tour | Premier tour | Second tour | Second tour |  |
| Candidat       | Candidat                    | Parti              | Voix         | %            | Voix        | %           |  |
| -------------- | --------------------------- | ------------------ | ------------ | ------------ | ----------- | ----------- |  |
|                | Ladislas Poniatowski        | UDF (PR)           | 16 897       | 33,50        | 26 011      | 49,45       |  |
|                | Claude Michel sortant réélu | PS                 | 16 699       | 33,11        | 26 589      | 50,55       |  |
|                | Denis Saint-Thaurin         | PCF                | 6 334        | 12,56        |             |             |  |
|                | Jean-Michel Rouy            | RPR                | 5 140        | 10,10        |             |             |  |
|                | Claude Dezellus             | Divers droite (DC) | 2 082        | 4,13         |             |             |  |
|                | Marina Sala                 | LO                 | 1 454        | 2,88         |             |             |  |
|                | Roger Cueiuille             | PSU (FA)           | 820          | 1,63         |             |             |  |
|                | Élias Seidowski             | LCR                | 601          | 1,19         |             |             |  |
|                | Danielle Debuchy            | FN                 | 413          | 0,82         |             |             |  |
|                |                             |                    |              |              |             |             |  |
| Inscrits       | Inscrits                    | Inscrits           | 60 282       | 100,00       | 60 297      | 100,00      |  |
| Abstentions    | Abstentions                 | Abstentions        | 8 657        | 14,36        | 6 844       | 11,35       |  |
| Votants        | Votants                     | Votants            | 51 625       | 85,64        | 53 453      | 88,65       |  |
| Blancs et nuls | Blancs et nuls              | Blancs et nuls     | 1 185        | 2,3          | 853         | 1,6         |  |
| Exprimés       | Exprimés                    | Exprimés           | 50 440       | 97,7         | 52 600      | 98,4        |  |

Le suppléant de Claude Michel était Jean-Claude Lecureur, MRG, exploitant agricole, conseiller municipal de Saint-Samson-de-la-Roque.

### Élections de 1981
| Candidat       | Candidat                    | Parti          | Premier tour | Premier tour | Second tour | Second tour |  |
| Candidat       | Candidat                    | Parti          | Voix         | %            | Voix        | %           |  |
| -------------- | --------------------------- | -------------- | ------------ | ------------ | ----------- | ----------- |  |
|                | Claude Michel sortant réélu | PS             | 21 298       | 45,96        | 27 093      | 54,19       |  |
|                | Ladislas Poniatowski        | UDF (PR)       | 16 646       | 35,92        | 22 903      | 45,81       |  |
|                | Pierre Desprez              | RPR (UNM)      | 5 296        | 11,43        |             |             |  |
|                | Denis Saint-Thaurin         | PCF            | 3 103        | 6,7          |             |             |  |
|                |                             |                |              |              |             |             |  |
| Inscrits       | Inscrits                    | Inscrits       | 63 045       | 100,00       | 63 043      | 100,00      |  |
| Abstentions    | Abstentions                 | Abstentions    | 16 149       | 25,62        | 12 383      | 19,64       |  |
| Votants        | Votants                     | Votants        | 46 896       | 74,38        | 50 660      | 80,36       |  |
| Blancs et nuls | Blancs et nuls              | Blancs et nuls | 553          | 1,18         | 664         | 1,31        |  |
| Exprimés       | Exprimés                    | Exprimés       | 46 343       | 98,82        | 49 996      | 98,69       |  |

Le suppléant de Claude Michel était Jean-Claude Lecureur.

### Élections de 1988
| Candidat       | Candidat            | Parti          | Premier tour | Premier tour | Second tour | Second tour |  |
| Candidat       | Candidat            | Parti          | Voix         | %            | Voix        | %           |  |
| -------------- | ------------------- | -------------- | ------------ | ------------ | ----------- | ----------- |  |
|                | Alfred Recours élu  | PS             | 15 622       | 39,67        | 22 366      | 50,64       |  |
|                | Jean-Jacques Hubert | UDF (PR) (URC) | 15 576       | 39,56        | 21 797      | 49,36       |  |
|                | Michel Leblanc      | PCF            | 4 309        | 10,94        |             |             |  |
|                | Yves Dupont         | FN             | 3 871        | 9,83         |             |             |  |
|                |                     |                |              |              |             |             |  |
| Inscrits       | Inscrits            | Inscrits       | 62 721       | 100,00       | 62 808      | 100,00      |  |
| Abstentions    | Abstentions         | Abstentions    | 22 358       | 35,65        | 17 550      | 27,94       |  |
| Votants        | Votants             | Votants        | 40 363       | 64,35        | 45 258      | 72,06       |  |
| Blancs et nuls | Blancs et nuls      | Blancs et nuls | 985          | 2,44         | 1 095       | 2,42        |  |
| Exprimés       | Exprimés            | Exprimés       | 39 378       | 97,56        | 44 163      | 97,58       |  |

Le suppléant d'Alfred Recours était Jackie Desrues, chef de service achats retraité, conseiller général du canton de Beaumont-le-Roger, maire de Perriers-la-Campagne.

### Élections de 1993
| Candidat       | Candidat               | Parti                      | Premier tour | Premier tour | Second tour | Second tour |  |
| Candidat       | Candidat               | Parti                      | Voix         | %            | Voix        | %           |  |
| -------------- | ---------------------- | -------------------------- | ------------ | ------------ | ----------- | ----------- |  |
|                | Catherine Nicolas élue | RPR                        | 10 253       | 23,68        | 20 036      | 100,00      |  |
|                | Bernard Blois          | UDF (PR)                   | 8 402        | 19,4         | Retrait     | Retrait     |  |
|                | Alain Bureau           | PS (ADFP)                  | 7 366        | 17,01        |             |             |  |
|                | Yves Dupont            | FN                         | 6 460        | 14,92        |             |             |  |
|                | Michel Leblanc         | PCF                        | 3 779        | 8,73         |             |             |  |
|                | Pascal Dionis          | Les Verts (EÉ)             | 3 223        | 7,44         |             |             |  |
|                | Antoine Léonetti       | LT-LNÉ                     | 1 991        | 4,6          |             |             |  |
|                | Anne Mansouret         | Divers gauche (Maj. prés.) | 1 825        | 4,21         |             |             |  |
|                |                        |                            |              |              |             |             |  |
| Inscrits       | Inscrits               | Inscrits                   | 64 511       | 100,00       | 64 515      | 100,00      |  |
| Abstentions    | Abstentions            | Abstentions                | 18 903       | 29,3         | 31 617      | 49,01       |  |
| Votants        | Votants                | Votants                    | 45 608       | 70,7         | 32 898      | 50,99       |  |
| Blancs et nuls | Blancs et nuls         | Blancs et nuls             | 2 309        | 5,06         | 12 862      | 39,1        |  |
| Exprimés       | Exprimés               | Exprimés                   | 43 299       | 94,94        | 20 036      | 60,9        |  |

Le suppléant de Catherine Nicolas était Alex Le Doledec, agriculteur, transporteur, maire d'Émanville.

### Élections de 1997
| Candidat       | Candidat                   | Parti          | Premier tour | Premier tour | Second tour | Second tour |  |
| Candidat       | Candidat                   | Parti          | Voix         | %            | Voix        | %           |  |
| -------------- | -------------------------- | -------------- | ------------ | ------------ | ----------- | ----------- |  |
|                | Catherine Nicolas sortante | RPR            | 12 206       | 27,9         | 21 516      | 46,75       |  |
|                | Alfred Recours élu         | PS             | 11 955       | 27,32        | 24 504      | 53,25       |  |
|                | Yves Dupont                | FN             | 7 458        | 17,05        |             |             |  |
|                | Gérard Grimault            | PCF            | 4 145        | 9,47         |             |             |  |
|                | Pascal Dionis              | Les Verts      | 1 627        | 3,72         |             |             |  |
|                | Philippe Bauwens           | GÉ             | 1 585        | 3,62         |             |             |  |
|                | Rosine Lewi                | LO             | 1 310        | 2,99         |             |             |  |
|                | Arnaud Périnelle           | LDI (CNIP)     | 1 112        | 2,54         |             |             |  |
|                | Jean-Pierre Durand         | Divers droite  | 707          | 1,62         |             |             |  |
|                | Claude Lapeyre             | Divers         | 700          | 1,6          |             |             |  |
|                | Yves Cohen-Hadria          | US4J           | 565          | 1,29         |             |             |  |
|                | Patrick Ruch               | Extrême droite | 317          | 0,72         |             |             |  |
|                | Michel Saby                | Divers gauche  | 65           | 0,15         |             |             |  |
|                |                            |                |              |              |             |             |  |
| Inscrits       | Inscrits                   | Inscrits       | 65 332       | 100,00       | 65 326      | 100,00      |  |
| Abstentions    | Abstentions                | Abstentions    | 19 109       | 29,25        | 16 436      | 25,16       |  |
| Votants        | Votants                    | Votants        | 46 223       | 70,75        | 48 890      | 74,84       |  |
| Blancs et nuls | Blancs et nuls             | Blancs et nuls | 2 471        | 5,35         | 2 870       | 5,87        |  |
| Exprimés       | Exprimés                   | Exprimés       | 43 752       | 94,65        | 46 020      | 94,13       |  |

Le suppléant d'Alfred Recours était Jackie Desrues.

### Élections de 2002
| Candidat       | Candidat                | Parti            | Premier tour | Premier tour | Second tour | Second tour |  |
| Candidat       | Candidat                | Parti            | Voix         | %            | Voix        | %           |  |
| -------------- | ----------------------- | ---------------- | ------------ | ------------ | ----------- | ----------- |  |
|                | Jean-Pierre Nicolas élu | UMP              | 16 440       | 37,21        | 21 306      | 50,76       |  |
|                | Alfred Recours sortant  | PS               | 14 231       | 32,21        | 20 666      | 49,24       |  |
|                | Madeleine Masne         | FN               | 5 270        | 11,93        |             |             |  |
|                | Michel Leblanc          | PCF              | 1 486        | 3,36         |             |             |  |
|                | Jean-Marc Férey         | Les Verts        | 1 306        | 2,96         |             |             |  |
|                | Yves Dupont             | MNR              | 1 032        | 2,34         |             |             |  |
|                | Joël Olivier            | CPNT             | 870          | 1,97         |             |             |  |
|                | Sophie Ozanne           | LCR              | 839          | 1,9          |             |             |  |
|                | Yvon Le Lepvrier        | Pôle républicain | 652          | 1,48         |             |             |  |
|                | Eric Calliat            | Divers           | 567          | 1,28         |             |             |  |
|                | Rosine Lewi             | LO               | 554          | 1,25         |             |             |  |
|                | Claude Lapeyre          | Divers droite    | 313          | 0,71         |             |             |  |
|                | Chantal Lebon           | RCF              | 255          | 0,58         |             |             |  |
|                | François Vazard         | PT               | 239          | 0,54         |             |             |  |
|                | Jean-Francois Bénard    | Divers           | 122          | 0,28         |             |             |  |
|                |                         |                  |              |              |             |             |  |
| Inscrits       | Inscrits                | Inscrits         | 70 251       | 100,00       | 70 468      | 100,00      |  |
| Abstentions    | Abstentions             | Abstentions      | 24 883       | 35,42        | 26 749      | 37,96       |  |
| Votants        | Votants                 | Votants          | 45 368       | 64,58        | 43 719      | 62,04       |  |
| Blancs et nuls | Blancs et nuls          | Blancs et nuls   | 1 192        | 2,63         | 1 747       | 4           |  |
| Exprimés       | Exprimés                | Exprimés         | 44 176       | 97,37        | 41 972      | 96          |  |

la suppléante de Jean-Pierre Nicolas était Marie-Agnès Lecleir, de Romilly-la-Puthenaye.

### Élections de 2007
| Candidat       | Candidat                          | Parti          | Premier tour | Premier tour | Second tour | Second tour |  |
| Candidat       | Candidat                          | Parti          | Voix         | %            | Voix        | %           |  |
| -------------- | --------------------------------- | -------------- | ------------ | ------------ | ----------- | ----------- |  |
|                | Jean-Pierre Nicolas sortant réélu | UMP            | 19 860       | 43,75        | 22 943      | 52,97       |  |
|                | Alfred Recours                    | PS             | 12 254       | 26,99        | 20 371      | 47,03       |  |
|                | Denis Guitton                     | UDF–MoDem      | 3 897        | 8,58         |             |             |  |
|                | Emmanuel Camoin                   | FN             | 1 999        | 4,4          |             |             |  |
|                | Valéry Beuriot                    | PCF            | 1 432        | 3,15         |             |             |  |
|                | Sophie Ozanne                     | LCR            | 1 259        | 2,77         |             |             |  |
|                | Sylvain Bigaud                    | Les Verts      | 1 232        | 2,71         |             |             |  |
|                | Phillippe Mathière                | MPF            | 794          | 1,75         |             |             |  |
|                | Corinne Vollais                   | CPNT           | 659          | 1,45         |             |             |  |
|                | Corinne Gerbe                     | MHAN           | 519          | 1,14         |             |             |  |
|                | Yves Dupont                       | MNR            | 429          | 0,94         |             |             |  |
|                | Rosine Lewi                       | LO             | 389          | 0,86         |             |             |  |
|                | Sébastien Pasadovic               | PT             | 375          | 0,83         |             |             |  |
|                | Jean-Pierre Leloutre              | Divers         | 300          | 0,66         |             |             |  |
|                |                                   |                |              |              |             |             |  |
| Inscrits       | Inscrits                          | Inscrits       | 74 702       | 100,00       | 74 686      | 100,00      |  |
| Abstentions    | Abstentions                       | Abstentions    | 28 421       | 38,05        | 29 870      | 39,99       |  |
| Votants        | Votants                           | Votants        | 46 281       | 61,95        | 44 816      | 60,01       |  |
| Blancs et nuls | Blancs et nuls                    | Blancs et nuls | 883          | 1,91         | 1 502       | 3,35        |  |
| Exprimés       | Exprimés                          | Exprimés       | 45 398       | 98,09        | 43 314      | 96,65       |  |

La suppléante de Jean-Pierre Nicolas était Marie-Agnès Lecleir, de Romilly-la-Puthenaye.

### Élections de 2012
| Candidat       | Candidat                    | Parti          | Premier tour | Premier tour | Second tour | Second tour |  |
| Candidat       | Candidat                    | Parti          | Voix         | %            | Voix        | %           |  |
| -------------- | --------------------------- | -------------- | ------------ | ------------ | ----------- | ----------- |  |
|                | Jean-Louis Destans élu      | PS             | 15 983       | 35,62        | 21 860      | 50,04       |  |
|                | Jean-Pierre Nicolas sortant | UMP            | 15 671       | 34,93        | 21 821      | 49,96       |  |
|                | Emmanuel Camoin             | RBM (FN)       | 7 024        | 15,66        |             |             |  |
|                | Valéry Beuriot              | FG (PCF)       | 2 488        | 5,55         |             |             |  |
|                | Emmanuel Roussel            | CpF (MoDem)    | 1 159        | 2,58         |             |             |  |
|                | Ludovic Lesage              | EÉLV           | 1 016        | 2,26         |             |             |  |
|                | Nadia Bousckri              | LT-LNÉ         | 465          | 1,04         |             |             |  |
|                | Eric Marre                  | NPA            | 288          | 0,64         |             |             |  |
|                | Yun Mi-Heai                 | DLR            | 267          | 0,60         |             |             |  |
|                | Sébastien Pasadovic         | POI            | 188          | 0,42         |             |             |  |
|                | Rosine Lewi                 | LO             | 163          | 0,36         |             |             |  |
|                | Jean Lucat                  | URP (BI),      | 153          | 0,34         |             |             |  |
|                |                             |                |              |              |             |             |  |
| Inscrits       | Inscrits                    | Inscrits       | 77 004       | 100,00       | 76 977      | 100,00      |  |
| Abstentions    | Abstentions                 | Abstentions    | 31 446       | 40,84        | 31 761      | 41,26       |  |
| Votants        | Votants                     | Votants        | 45 558       | 59,16        | 45 216      | 58,74       |  |
| Blancs et nuls | Blancs et nuls              | Blancs et nuls | 693          | 1,52         | 1 535       | 3,39        |  |
| Exprimés       | Exprimés                    | Exprimés       | 44 865       | 98,48        | 43 681      | 96,61       |  |

La suppléante de Jean-Louis Destans était Élodie Desrues, de Brionne.

### Élections de 2017
Les élections législatives françaises de 2017 ont lieu les dimanches 11 et 18 juin 2017.
Député sortant : Jean-Louis Destans (Parti socialiste), ne se représentant pas.
|                                                                        |                                                                            |                           |                           |                          |                          |
|                                                                        |                                                                            | Premier tour 11 juin 2017 | Premier tour 11 juin 2017 | Second tour 18 juin 2017 | Second tour 18 juin 2017 |
|                                                                        |                                                                            |                           |                           |                          |                          |
|                                                                        |                                                                            | Nombre                    | % des inscrits            | Nombre                   | % des inscrits           |
| Inscrits                                                               | Inscrits                                                                   | 78 467                    | 100,00                    | 78 471                   | 100,00                   |
| Abstentions                                                            | Abstentions                                                                | 38 775                    | 49,42                     | 43 268                   | 55,14                    |
| Votants                                                                | Votants                                                                    | 39 692                    | 50,58                     | 35 203                   | 44,86                    |
|                                                                        |                                                                            |                           | % des votants             |                          | % des votants            |
| Bulletins blancs                                                       | Bulletins blancs                                                           | 738                       | 1,86                      | 2 698                    | 7,66                     |
| Bulletins nuls                                                         | Bulletins nuls                                                             | 244                       | 0,61                      | 797                      | 2,26                     |
| Suffrages exprimés                                                     | Suffrages exprimés                                                         | 38 710                    | 97,53                     | 31 708                   | 90,07                    |
|                                                                        |                                                                            |                           |                           |                          |                          |
| Candidat Étiquette politique (partis et alliances)                     | Candidat Étiquette politique (partis et alliances)                         | Voix                      | % des exprimés            | Voix                     | % des exprimés           |
|                                                                        |                                                                            |                           |                           |                          |                          |
|                                                                        | Fabien Gouttefarde La République en marche !                               | 13 516                    | 34,92                     | 20 056                   | 63,25                    |
|                                                                        | Emmanuel Camoin Front national                                             | 7 563                     | 19,54                     | 11 652                   | 36,75                    |
|                                                                        | Jean-Paul Legendre Les Républicains (Union des démocrates et indépendants) | 5 256                     | 13,58                     |                          |                          |
|                                                                        | Nathalie Pacouret La France insoumise                                      | 4 125                     | 10,66                     |                          |                          |
|                                                                        | Valéry Beuriot Parti communiste français                                   | 2 725                     | 7,04                      |                          |                          |
|                                                                        | Jean-Pierre Nicolas Divers droite                                          | 2 160                     | 5,58                      |                          |                          |
|                                                                        | Juliette Poulet Divers (Mouvement 100 %)                                   | 1 215                     | 3,14                      |                          |                          |
|                                                                        | Michel Champredon Divers gauche (Parti radical de gauche)                  | 1 121                     | 2,90                      |                          |                          |
|                                                                        | Mélanie Peyraud Lutte ouvrière                                             | 402                       | 1,04                      |                          |                          |
|                                                                        | Pierre Dollié Divers droite (577-Les Indépendants)                         | 355                       | 0,92                      |                          |                          |
|                                                                        | Nadège Alexandre Divers (Union populaire républicaine)                     | 272                       | 0,70                      |                          |                          |
| Source : Ministère de l'Intérieur - Deuxième circonscription de l'Eure |                                                                            |                           |                           |                          |                          |

Le suppléant de Fabien Gouttefarde était Jérôme Pasco, cadre de la fonction publique, maire de Conches-en-Ouche.

### Élections de 2022
Les élections législatives françaises de 2022 ont eu lieu les dimanches 12 et 19 juin 2022.
|                                                    |                                                                                    |                           |                           |                          |                          |
|                                                    |                                                                                    | Premier tour 12 juin 2022 | Premier tour 12 juin 2022 | Second tour 19 juin 2022 | Second tour 19 juin 2022 |
|                                                    |                                                                                    |                           |                           |                          |                          |
|                                                    |                                                                                    | Nombre                    | % des inscrits            | Nombre                   | % des inscrits           |
| Inscrits                                           | Inscrits                                                                           | 79 041                    | 100                       | 79 055                   | 100                      |
| Abstentions                                        | Abstentions                                                                        | 39 250                    | 49,66                     | 40 595                   | 51,35                    |
| Votants                                            | Votants                                                                            | 39 791                    | 50,34                     | 38 460                   | 48,65                    |
|                                                    |                                                                                    |                           | % des votants             |                          | % des votants            |
| Bulletins blancs                                   | Bulletins blancs                                                                   | 721                       | 1,81                      | 2 531                    | 6,58                     |
| Bulletins nuls                                     | Bulletins nuls                                                                     | 201                       | 0,51                      | 725                      | 1,89                     |
| Suffrages exprimés                                 | Suffrages exprimés                                                                 | 38 869                    | 97,68                     | 35 204                   | 91,53                    |
|                                                    |                                                                                    |                           |                           |                          |                          |
| Candidat Étiquette politique (partis et alliances) | Candidat Étiquette politique (partis et alliances)                                 | Voix                      | % des exprimés            | Voix                     | % des exprimés           |
|                                                    |                                                                                    |                           |                           |                          |                          |
|                                                    | Katiana Levavasseur Rassemblement national                                         | 11 508                    | 29,61                     | 17 990                   | 51,10                    |
|                                                    | Fabien Gouttefarde* Ensemble                                                       | 9 994                     | 25,71                     | 17 214                   | 48,90                    |
|                                                    | Nathalie Samson Nouvelle Union populaire écologique et sociale La France insoumise | 8 171                     | 21,02                     |                          |                          |
|                                                    | Francine Maragliano Les Républicains                                               | 3 945                     | 10,15                     |                          |                          |
|                                                    | Emmanuel Camoin Reconquête                                                         | 1 394                     | 3,59                      |                          |                          |
|                                                    | Martine Fouques Écologistes                                                        | 1 295                     | 3,33                      |                          |                          |
|                                                    | Thomas Darroussat Écologistes                                                      | 721                       | 1,85                      |                          |                          |
|                                                    | Françoise Fauveau Droite souverainiste                                             | 594                       | 1,53                      |                          |                          |
|                                                    | Sylvain Bertois Divers droite                                                      | 560                       | 1,44                      |                          |                          |
|                                                    | Mélanie Peyraud Lutte ouvrière                                                     | 416                       | 1,07                      |                          |                          |
|                                                    | Laurent Criquet Parti ouvrier indépendant démocratique                             | 271                       | 0,70                      |                          |                          |
| * Député sortant                                   |                                                                                    |                           |                           |                          |                          |

Le suppléant de Katiana Levavasseur était Jean-Baptiste Marchand, attaché parlementaire, conseiller municipal du Neubourg.

### Élections de 2024
Les élections législatives françaises de 2024 ont eu lieu les dimanches 30 juin et 7 juillet 2024.
| Candidat                 | Candidat                 | Parti et coalition       | Nuance                   | Premier tour | Premier tour | Second tour | Second tour |
| Candidat                 | Candidat                 | Parti et coalition       | Nuance                   | Voix         | %            | Voix        | %           |
| ------------------------ | ------------------------ | ------------------------ | ------------------------ | ------------ | ------------ | ----------- | ----------- |
|                          | Katiana Levavasseur      | RN                       | RN                       | 22 951       | 43,61        | 26 895      | 54,37       |
|                          | Timour Veyri             | PS (NFP)                 | UG                       | 11 184       | 21,25        | 22 573      | 45,63       |
|                          | Isabelle Collin          | HOR (ENS)                | ENS                      | 9 225        | 17,53        |             |             |
|                          | Stéphanie Auger          | DVD                      | DVD                      | 6 202        | 11,78        |             |             |
|                          | Édouard Baude            | HOR diss.                | DVD                      | 1 658        | 3,15         |             |             |
|                          | Mélanie Peyraud          | LO                       | EXG                      | 614          | 1,17         |             |             |
|                          | Laurence Brély           | REC                      | REC                      | 558          | 1,06         |             |             |
|                          | Laure-Anne Godard        | RE diss.                 | DVC                      | 241          | 0,46         |             |             |
|                          |                          |                          |                          |              |              |             |             |
| Votes valides            | Votes valides            | Votes valides            | Votes valides            | 52 633       | 97,34        |             |             |
| Votes blancs             | Votes blancs             | Votes blancs             | Votes blancs             | 1 088        | 1,38         |             |             |
| Votes nuls               | Votes nuls               | Votes nuls               | Votes nuls               | 348          | 0,44         |             |             |
| Total                    | Total                    | Total                    | Total                    | 54 069       | 100          |             | 100         |
| Abstention               | Abstention               | Abstention               | Abstention               | 25 043       | 31,66        |             |             |
| Inscrits / participation | Inscrits / participation | Inscrits / participation | Inscrits / participation | 79 112       | 68,34        |             |             |

Le suppléant de Katiana Levavasseur est Axel Braie.

#### Département de l'Eure
- La fiche de l'INSEE de cette circonscription : « Tableaux et Analyses de la deuxième circonscription de l'Eure », sur insee.fr, site de l'Institut national de la statistique et des études économiques (consulté le 10 juin 2007) [PDF]

- « Tous les députés du département de l'Eure depuis 1789 », sur assemblee-nationale.fr, site de l'Assemblée nationale française (consulté le 10 juin 2007)

- « Informations contentieuses sur le département de l'Eure (Élections législatives de 2002) », sur conseil-constitutionnel.fr, site du Conseil constitutionnel (version du 23 octobre 2003 sur Internet Archive)

#### Circonscriptions en France
- « Carte des circonscriptions législatives en France », sur assemblee-nationale.fr, site de l'Assemblée nationale française (consulté le 10 juin 2007)

- « Résultats électoraux officiels en France », sur interieur.gouv.fr, site du ministère de l'Intérieur (France) (version du 12 juin 2007 sur Internet Archive)

- Description et Atlas des circonscriptions électorales de France sur http://www.atlaspol.com, Atlaspol, site de cartographie géopolitique, consulté le 13 juin 2007.